# Municipio de Crockett
El municipio de Crockett (en inglés: Crockett Township) es un municipio ubicado en el condado de Arkansas en el estado estadounidense de Arkansas. En el año 2010 tenía una población de 104 habitantes y una densidad poblacional de 0,99 personas por km².

## Geografía
El municipio de Crockett se encuentra ubicado en las coordenadas 34°25′11″N 91°13′35″O / 34.41972, -91.22639. Según la Oficina del Censo de los Estados Unidos, el municipio tiene una superficie total de 105.29 km², de la cual 102,44 km² corresponden a tierra firme y (2,71 %) 2,85 km² es agua.

## Demografía
Según el censo de 2010, había 104 personas residiendo en el municipio de Crockett. La densidad de población era de 0,99 hab./km². De los 104 habitantes, el municipio de Crockett estaba compuesto por el 100 % blancos. Del total de la población el 0 % eran hispanos o latinos de cualquier raza.